# Jael Mons
Jael Mons is een berg op de planeet Venus. Jael Mons werd in 1991 genoemd naar Jaël, godin van de dageraad in de Hebreeuwse mythologie.
De berg heeft een diameter van 36 kilometer en bevindt zich in het quadrangle Atalanta Planitia (V-4).